# Leutershausen
Leutershausen je město v německé spolkové zemi Bavorsko, v zemském okrese Ansbach ve vládním obvodu Střední Franky.
V roce 2014 zde žilo 5 460 obyvatel.

## Poloha
Sousední obce jsou: Ansbach, Aurach, Buch am Wald, Colmberg, Dombühl, Geslau, Herrieden, Lehrberg a Schillingsfürst.

## Popis
Leutershausen má celkem 49 městských částí:
| • Atzenhofen     | • Gutenhard   | • Lenzersdorf                   | • Steinbächlein    |
| • Bauzenweiler   | • Hainhof     | • Leutershausen                 | • Straßenwirtshaus |
| • Brunst         | • Hannenbach  | • Mittelramstadt                | • Tiefenthal       |
| • Büchelberg     | • Hetzweiler  | • Neunkirchen bei Leutershausen | • Untreumühle      |
| • Clonsbach      | • Hinterholz  | • Oberramstadt                  | • Waizendorf       |
| • Eckartsweiler  | • Höchstetten | • Pfetzendorf                   | • Weihersmühle     |
| • Eichholz       | • Hohenmühle  | • Rammersdorf                   | • Weißenkirchberg  |
| • Erlach         | • Holzmühle   | • Rauenbuch                     | • Weißenmühle      |
| • Erlbach        | • Hundshof    | • Röttenbach                    | • Wiedersbach      |
| • Erndorf        | • Jochsberg   | • Sachsen                       | • Winden           |
| • Frommetsfelden | • Kressenhof  | • Schwand                       | • Wolfsmühle       |
| • Froschmühle    | • Lengenfeld  | • Steinberg                     | • Zweiflingen      |
| • Görchsheim     |               |                                 |                    |